# Schleswig-Holstein (Schiff, 1964)

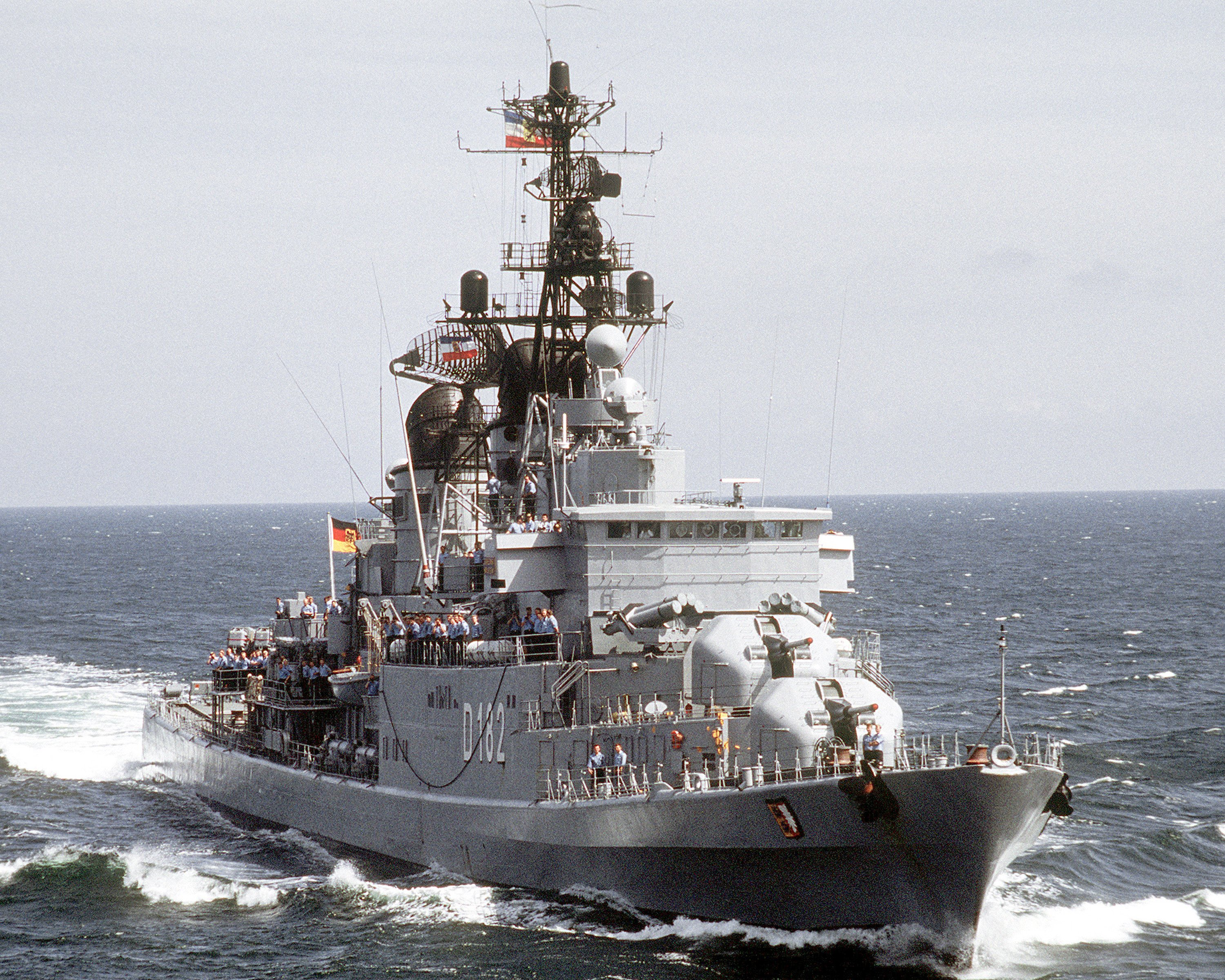
Zerstörer Schleswig-Holstein

Der Zerstörer Schleswig-Holstein war ein Kriegsschiff der Marine der Bundesrepublik Deutschland, das von 1964 bis 1994 in Dienst war.
Das Schiff wurde am 20. August 1959 als Zerstörer ZB bei der Werft H. C. Stülcken Sohn in Hamburg auf Kiel gelegt und lief genau ein Jahr später nach der Taufe auf den Namen Schleswig-Holstein vom Stapel. Nach der Endausrüstung und der Werfterprobung wurde die Schleswig-Holstein am 12. Oktober 1964 für die Bundesmarine in Dienst gestellt.
Sie war das zweite Schiff der Hamburg-Klasse der Marine der Bundesrepublik Deutschland und bildete zusammen mit den Schwesterschiffen Hamburg, Bayern und Hessen das 2. Zerstörergeschwader in Wilhelmshaven.
Von 1976 bis 1979 wurde die Schleswig-Holstein modernisiert, erhielt eine modernere Bewaffnung mit Flugkörpern vom Typ Exocet MM 38 und eine geschlossene Brücke. Sie wurde am 15. Dezember 1994 im Marinearsenal Wilhelmshaven als letztes Schiff ihrer Klasse außer Dienst gestellt und später in Belgien abgebrochen.
Die Schleswig-Holstein wurde auch „Sophie-X“ nach dem Funkrufnamen „SX“ des Linienschiffes Schleswig-Holstein (1903–1945) genannt.
Den Traditionsnamen Schleswig-Holstein erhielt am 24. November 1994 die zweite Fregatte der Brandenburg-Klasse.
| K o m m a n d a n t e n | K o m m a n d a n t e n | K o m m a n d a n t e n    | K o m m a n d a n t e n             | K o m m a n d a n t e n |
| von                     | bis                     | Dienstgrad                 | Name                                |                         |
| ----------------------- | ----------------------- | -------------------------- | ----------------------------------- | ----------------------- |
| 30.08.1964              | 30.09.1965              | Fregattenkapitän           | Karl H. Peter                       |                         |
| 01.10.1965              | 30.09.1967              | Fregattenkapitän           | Gustav-Adolf Diedrich               |                         |
| 01.10.1967              | 20.01.1969              | Fregattenkapitän           | Albrecht Weinert                    |                         |
| 21.01.1969              | 30.09.1969              | Dienstposten nicht besetzt |                                     |                         |
| 01.10.1969              | 31.12.1969              | Fregattenkapitän           | Albrecht Weinert                    |                         |
| 06.01.1970              | 31.12.1970              | Fregattenkapitän           | Friedrich-Ernst Rupp                |                         |
| 01.01.1971              | 31.03.1972              | Fregattenkapitän           | Karl-Heinz Schröder                 |                         |
| 01.04.1972              | 31.12.1972              | Fregattenkapitän           | Ewald Schmidt                       |                         |
| 01.01.1973              | 30.09.1973              | Dienstposten nicht besetzt |                                     |                         |
| 01.10.1973              | 05.01.1976              | Fregattenkapitän           | Dieter Franz Braun                  |                         |
| 06.01.1976              | 31.03.1976              | Fregattenkapitän           | Rolf Bretschneider                  |                         |
| 01.04.1976              | 31.12.1976              | Dienstposten nicht besetzt |                                     |                         |
| 01.01.1977              | 28.09.1978              | Fregattenkapitän           | Hans-Jürgen von Hößlin              |                         |
| 29.09.1978              | 31.03.1982              | Fregattenkapitän           | Hans-Joachim Katz                   |                         |
| 01.04.1982              | 28.12.1983              | Fregattenkapitän           | Rüdiger Frhr. von der Goltz         |                         |
| 29.12.1983              | 24.03.1986              | Fregattenkapitän           | Hubertus Schmalz                    |                         |
| 25.03.1986              | 28.12.1988              | Fregattenkapitän           | Wolfgang Jungmann                   |                         |
| 29.12.1988              | 24.03.1991              | Fregattenkapitän           | Henning Bess                        |                         |
| 25.03.1991              | xx.xx.1994              | Fregattenkapitän           | Otto May                            |                         |
| xx.xx.1994              | 15.12.1994              | Kapitänleutnant            | Thomas Wild als Dienststellenleiter |                         |